# 鎢絲舅舅
《鎢絲舅舅--少年奧立佛．薩克斯的化學愛戀》（英語：Uncle Tungsten: Memories of a Chemical Boyhood），为美国神经学家奥利佛·萨克斯的一部少年回憶錄，该书于2001年出版。书名以萨克斯的舅父为名，他为一间制造灯泡所用钨丝原料厂的老板，他非常爱好钨丝，并认为它是化学的未来。
这是一部关于化学学习的佳作，通俗易读。除了关于萨可斯对化学的沉迷，书中还叙说了他年少时在学校的点点滴滴，例如水晶宫的火灾及在家里实验室搞摄影化学的故事。